# Rhinecanthus verrucosus
Rhinecanthus verrucosus là một loài cá biển thuộc chi Rhinecanthus trong họ Cá bò da. Loài này được mô tả lần đầu tiên vào năm 1758.

## Từ nguyên
Tính từ định danh verrucosus trong tiếng Latinh có nghĩa là "nhiều mục cóc", hàm ý đề cập đến 3 hàng gai nhỏ màu đen trên cuống đuôi của loài cá này.

## Phạm vi phân bố và môi trường sống
R. verrucosus có phân bố rộng rãi ở khu vực Ấn Độ Dương - Thái Bình Dương, từ vịnh Aden dọc theo bờ biển Đông Phi, trải dài về phía đông đến quần đảo Solomon và Vanuatu, ngược lên phía bắc đến Nam Nhật Bản, giới hạn phía nam đến bờ đông Úc và Nouvelle-Calédonie.
R. verrucosus thường sống trên đới mặt bằng rạn ở vùng dưới triều và trong đầm phá, độ sâu đến ít nhất là 20 m.

## Mô tả
Chiều dài cơ thể lớn nhất được ghi nhận ở R. verrucosus là 25 cm. Thân màu nâu xám, trắng ở dưới bụng. Thân sau có một vùng đen rất lớn bao quanh hậu môn. Một sọc đỏ ngang má, kéo dài từ gốc vây ngực đến môi trên. Giữa hai mắt có các sọc vàng nâu và xanh lơ xen kẽ. Từ dưới mắt, một dải vàng nâu viền xanh óng kéo xuống gốc vây ngực, giữa có một sọc xanh mảnh hơn. Thân sau gần cuống đuôi có một vệt vàng. Cuống đuôi có dải vàng bao quanh với 3 hàng gai nhỏ màu đen. Các vây trắng nhạt.
Số gai ở vây lưng: 3; Số tia vây ở vây lưng: 23–26; Số gai ở vây hậu môn: 0; Số tia vây ở vây hậu môn: 21–23; Số tia vây ở vây ngực: 13–14.

## Sinh thái học
Thức ăn của R. verrucosus chủ yếu là các loài thủy sinh không xương sống tầng đáy. R. verrucosus là loài khá nhát, thường bơi thành đàn nhưng đôi khi đơn độc.